# Нільська каргарка
Нільська каргарка (Alopochen) — рід водних птахів родини качкових (Anatidae). Він містить один існуючий вид каргарку нільську (Alopochen aegyptiaca), і два або три види, які вимерли приблизно за останні 1000 років. Каргарка нільська походить з материкової Африки, а вимерлі види походять з Мадагаскару та Маскаренських островів.

## Види
- Каргарка нільська (Alopochen aegyptiaca). Сучасний вид, поширений в Африці.
- †Каргарка малагасійська (Alopochen sirabensis). Мешкав на Мадагаскарі, вимер у середині I тисячоліття (може бути підвидом A. mauritiana).
- †Каргарка маврикійська (Alopochen mauritiana). Мешкав на Маврикії, вимер наприкінці 1690-х років.
- †Каргарка реюньйонська (Alopochen kervazoi). Мешкав на острові Реюньйон, вимер близько 1690-х років.